# مستقبل أمبا

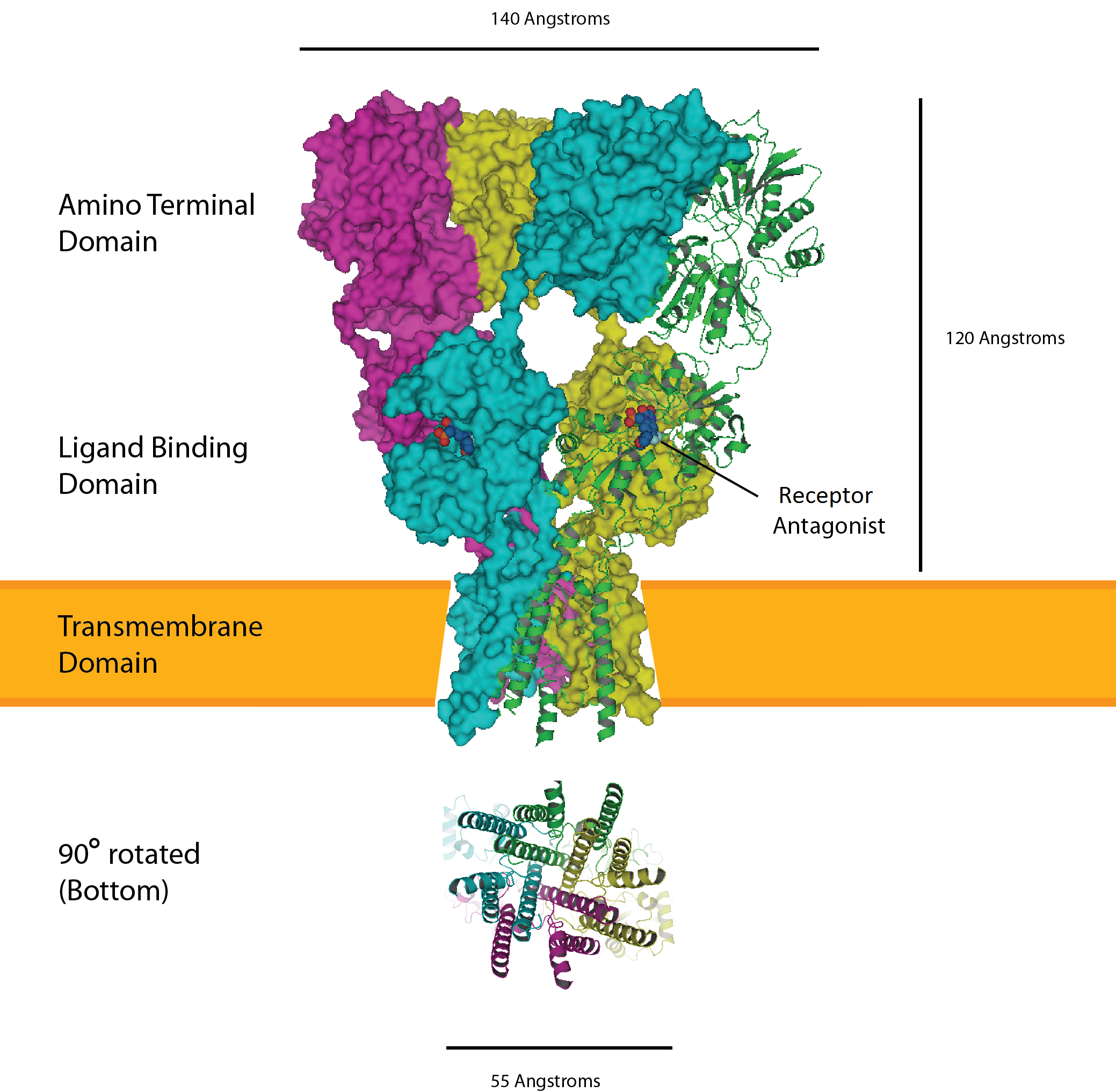
البنية الجزيئية لمستقبل أمپا مدمج في غشاء الخلية وهو مرتبط بلجين.

مستقبل أمپا (بالإنجليزية: AMPA receptor)‏ (مستقبل ألفا أمينو 3-هيدروكسي 5-مثيل 4-حمض الإيزوكسازوليبروبيونيك، AMPAR) هو مستقبل غلوتامات أيوني التأثير (iGluR [الإنجليزية]) ينقل إشارات استثارية سريعة في مشابك الجهاز العصبي الخاص بالفقاريات. يُنشَّط هذا المستقبل بنظير اصطناعي للغلوتامات هو الحمض الأميني أمپا ولذلك سمي باسمه الحالي. توجد مستقبلات أمپا في جميع بُنى الدماغ وتُعتبر أكثر أنواع المستقبلات تواترا في الجهاز العصبي. هذا المستقبل هو قناة أيون رباعية القسميات يمكن أن تتكون من أربع وحدات فرعية. لمستقبلات أمپا دور في تطور بعض الأمراض في الجهاز العصبي المركزي البشري مثل: متلازمة الكروموسوم إكس الهش، وتحظى دراستها باهتمام كبير.

## تاريخ
سُمي هذا المستقبل في البداية "مستقبل كويسكلات [الإنجليزية]" بواسطة واتكينز وزملائه على اسم الناهض الذي يُخلَّق طبيعيا "كويسكلات" وغُيِّر اسمه لاحقا إلى مستقبل أمپا على اسم الناهض الانتقائي الذي اصطنعه تاغ هونور وزملاؤه في المدرسة الملكية الدنماركية للصيدلة في كوبنهاغن. نطاق اللب المرتبط باللجين من المستقبل أمپا الذي يرمِّز له الجين GRIA2 [الإنجليزية] كان أول نطاق قناة أيون مستقبل غلوتامات تتم بلورته [الإنجليزية].